# Tỉnh Cương Sơn
Tỉnh Cương Sơn (tiếng Trung: 井冈山, Jinggangshan), thuộc dãy núi La tiêu Sơn, thuộc ranh giới các tỉnh Giang Tây và Hồ Nam. Tỉnh Cương Sơn được biết như là nơi sinh ra Hồng quân Trung Hoa và là cái nôi của "cách mạng Trung Hoa".
Sau vụ tàn sát Thượng Hải năm 1927 của Quốc dân Đảng; cuộc khởi nghĩa Vụ gặt mùa Thu (秋收起义/thu thâu khởi nghĩa) thất bại ở Trường Sa, Mao Trạch Đông đã dẫn 1000 tàn quân chạy tới đây và thiết lập Xô viết nông dân đầu tiên của nước Trung Hoa Đỏ.